# Gieorgij Połbicyn
Gieorgij Trofimowicz Połbicyn (ros. Георгий Трофимович Полбицын, ur. 24 stycznia 1894 we wsi Paczełma w guberni penzeńskiej, zm. 30 października 1937) – radziecki działacz państwowy.

## Życiorys
1915-1918 służył w rosyjskiej armii, od 1918 przewodniczył radzie wiejskiej w rodzinnej wsi, we wrześniu 1918 został członkiem RKP(b). Od września 1918 do grudnia 1919 wojskowy komisarz (wojenkom) ujezdu paczełmskiego, 1919-1921 kierownik ujezdnego oddziału zarządzania w mieście Czembar (obecnie Bielinski), 1921-1924 przewodniczący komitetu wykonawczego czembarskiej rady ujezdnej, 1924 kierownik penzeńskiego gubernialnego oddziału rolnego. Od 1926 do sierpnia 1928 przewodniczący Komitetu Wykonawczego Penzeńskiej Rady Gubernialnej, od sierpnia 1928 do sierpnia 1932 I zastępca przewodniczącego Komitetu Wykonawczego Środkowo-Wołżańskiej Rady Krajowej, od 13 sierpnia 1932 do sierpnia 1937 przewodniczący Komitetu Wykonawczego Środkowo-Wołżańskiej Rady Krajowej/Kujbyszewskiej Rady Krajowej/Kujbyszewskiej Rady Obwodowej.
19 sierpnia 1937 aresztowany, 29 października 1937 skazany na śmierć przez Wojskowe Kolegium Sądu Najwyższego ZSRR pod zarzutem udziału w kontrrewolucyjnej organizacji terrorystycznej i następnego dnia rozstrzelany. 22 września 1956 pośmiertnie zrehabilitowany.